# Casper Holstein
Casper Holstein (Christiansted, 6 dicembre 1877 – New York, 5 aprile 1944) è stato un mafioso statunitense di New York, molto importante, coinvolto nel gioco dei numeri, noto anche come racket dei numeri, lotteria italiana, lotteria mafiosa o numero del giorno di Harlem durante il Rinascimento di Harlem.

## Primi anni
Nato sull'isola di Saint Croix, nelle Indie occidentali danesi, da genitori di origini miste africane e danesi, Casper Holstein si trasferì a New York con la madre nel 1884. Durante la prima guerra mondiale, poté visitare il suo luogo di nascita mentre era di stanza in quelle che erano diventate le Isole Vergini americane. Dopo la guerra Holstein lavorò come bidello e portiere a Manhattan, diventando infine un fattorino e poi capo fattorino.

## La rinascita del racket dei numeri a Harlem
All'inizio del proibizionismo, il sistema di lotteria di Holstein si dimostrò popolare e presto Holstein divenne noto come il “Bolita King”, guadagnando circa 2 milioni di dollari dalle sue lotterie.
Nel 1932 Dixie Davis, l'avvocato del tribunale che forniva servizi ai corrieri per molti degli operatori di numeri, decise che avrebbe potuto guadagnare di più se avesse assunto il ruolo di organizzatore centrale. Per consolidare la sua presa di potere, coinvolse Dutch Schultz, che si rese conto che il proibizionismo, che si era rivelato redditizio per lui, stava volgendo al termine. Tuttavia, invece di accettare un ruolo secondario, decise che voleva il ruolo centrale. Uno dopo l'altro vari operatori di lotterie furono presi da Schultz e fu detto loro che avrebbero dovuto trattare con lui. La maggior parte accettò, ma Madame Stephanie St. Clair e Bumpy Johnson si opposero. Holstein si considerava investito di una missione politica che sarebbe stata minata dalla violenza e abbandonò il coinvolgimento attivo o centrale nella supervisione della raccolta di strada. Il gioco d'azzardo continuò quindi a operare con esattori per lo più neri e dirigenti di medio livello. Questo avvenne sotto la guida per lo più di bianchi e di St. Clair e Johnson.

## Attivismo politico
Holstein fu un importante benefattore per scopi caritatevoli, come la costruzione di dormitori nei college neri, oltre a finanziare molti artisti, scrittori e poeti del quartiere durante il Rinascimento di Harlem. Acquistò il debito ipotecario sulla sala di New York della Universal Negro Improvement Association e ne consentì l'uso come sala per manifestazioni per i neri fino al crollo dell'organizzazione di Marcus Garvey. Il sito fu poi da lui sviluppato come Holstein Court, un edificio residenziale per imprenditori e professionisti di colore. Contribuì inoltre alla creazione di una scuola battista in Liberia e istituì un fondo di soccorso per gli uragani per le sue Isole Vergini natali. Era un collaboratore abituale del giornale The Crisis della NAACP.

## Il proibizionismo e gli anni successivi
Alla fine degli anni '20 Holstein era diventato una figura dominante tra i numerosi operatori politici di Harlem. Sebbene sia lui che la rivale Stephanie St. Clair sostenessero di aver inventato il modo in cui i “giochi di numeri” sceglievano il numero vincente, entrambe le affermazioni sono state a lungo contestate. Controllava un'operazione di gestione dei numeri su larga scala, oltre a nightclub e altre attività legali. Secondo The New York Times, era “l'eroe preferito di Harlem”, per la sua ricchezza, le sue inclinazioni sportive e la sua filantropia nella comunità.

## Il rapimento
Nel 1928 fu rapito da cinque uomini bianchi che chiesero un riscatto di 50.000 dollari. Fu rilasciato tre giorni dopo, sostenendo che non era stato pagato alcun riscatto. L'incidente non fu mai chiarito.

## Nella cultura popolare
Il personaggio del Dr. Valentin Narcisse, recitato da Jeffrey Wright, nelle stagioni 4 e 5 della serie crime-dramma in costume HBO Boardwalk Empire - L'impero del crimine, è ispirato a Holstein.